# Alexej von Jawlensky
Alexej von Jawlensky, rus: Алексей Георгиевич Явле́нский, Aleksei Gueórguievitx Iavlenski, (Torjok, 13 de març de 1864 – Wiesbaden, 15 de març de 1941) va ser un pintor expressionista rus que va desenvolupar la seva carrera a Alemanya. Va ser membre del grup El genet blau (Der Blaue Reiter).

## Biografia
Era el cinquè fill d'una família d'origen aristocràtic. Als deu anys va marxar amb la seva família a Moscou, on va rebre alguns anys d'instrucció militar. La seva vocació per a convertir-se en pintor es va desenvolupar en visitar l'Exposició mundial de Moscou de 1880. El 1896 es va traslladar a Múnic, on va conèixer els artistes també d'origen rus Vassili Kandinski i Marianne von Werefkin.

## Obra
L'estil expressionista de Jawlensky es caracteritza per la senzillesa de les formes a més del tractament del color que recorda el primitiu art popular de Rússia. Després de la I Guerra Mundial va abandonar els contrastos cromàtics i va utilitzar tons foscs i uniformes a causa de la influència del cubisme. Alguna de les seves obres destacables són Paisatge de Murnau (1912) i Figures místiques (1927).